# Scapteromys meridionalis
Scapteromys meridionalis és una espècie de mamífer rosegador de la família dels cricètids. És endèmic del sud-est del Brasil. Es tracta d'una espècie petita de Scapteromys que fou descrita el 2014 a partir de dades genètiques i morfològiques. Els seus hàbitats naturals són els aiguamolls i els herbassars inundats amb matolls i herba. El seu nom específic, meridionalis, significa ‘meridional’ en llatí.